# Манченки (платформа)
Манченки — пасажирський зупинний пункт Сумської дирекції Південної залізниці  між станцією Травневий та роз'їздом Горіховий Гай. Розташований у смт Манченки Харківського району. На зупинному пункті зупиняються лише приміські потяги.
Відстань до станції Харків-Пасажирський — 31 км .